# Bożacin (województwo kujawsko-pomorskie)
Bożacin – wieś w województwie kujawsko-pomorskim, w powiecie żnińskim, w gminie Rogowo.

## Nazwa
Wieś ma metrykę średniowieczną i jest notowana od XIV wieku. W 1387 zanotowana jako Bodzanczyno, 1511/12 Bodzanczyno, 1511-23 Bodzanczym, Bodzanczyn, 1534 Boszaczyno, 1564 Baozenczino, 1580 Bodzeczino, 1618-20 Bozacino, 1846 Bożacin, 1880 Bożacin. Nazwa pochodzi od staropolskiej nazwy osobowej Bodzęta z dodaniem sufiksu -ino. W wyniku procesów językowych wtórnie została przekształcona pod wpływem nazwy osobowej Bożęta w Bożęcin, a następnie Bożacin

## Historia
Wieś duchowna Bożęcino, własność arcybiskupstwa gnieźnieńskiego, pod koniec XVI wieku leżała w powiecie gnieźnieńskim województwa kaliskiego. W latach 1975–1998 miejscowość administracyjnie należała do województwa bydgoskiego. Według Narodowego Spisu Powszechnego (III 2011 r.) liczyła 82 mieszkańców. Jest 22. co do wielkości miejscowością gminy Rogowo.
Na terenie wsi był zlokalizowany nieczynny cmentarz ewangelicki.